# Британски съвет България
Британският съвет в България е клон на Британския съвет, организация за културни връзки и образователни възможности, финансирана от външното министерство на Великобритания.

## История
През 1938 г. са открити първите четири офиса на Британски съвет извън пределите на Великобритания в Румъния, Полша, Египет и Португалия. Година по-късно отваря офис и в България начело с първия представител за страната – Хенри Л. Литлър.
В началото Британски съвет България се помещава в сградата на британското посолство, но впоследствие се премества в къщата на видния политик и банкер Иван Гешов. Британски съвет (наричан тогава Британски институт) работи с българо-британски асоциации и English Speaking League. По наставление на Министерството на отбраната през 1941 г. Британският съвет напуска страната, което води до закриване на офиса и прекъсване на дейността му.
След края на войната, съветът преустановява дейността на офиса си в България през 1947 г., а за представител е избран Линдън Клъф. Офисът основно се занимава с преподаване на английски език и популяризиране на английска литература и периодични издания. През 1950-те Британски съвет повторното затваря врати.

### Официално завръщане
Британски съвет България официално възобновява работа на 18 февруари 1991 г., с подписването на двустранно междуправителствено споразумение между Обединеното кралство и Република България за основаването и работата на културни центрове.

### Седалище в България
Намира се в къщата на Йовка и Дончо Палавееви на ул. „Кракра“ №7, построена през 1921 г. в стил ар деко. Сградата е изградена от бял камък и остава непокътната при бомбардировките на София по време на Втората световна война. След приключването на войната къщата е използвана за щаб на Съветските войски, а по-късно и като детска градина.
В сградата е запазен автентичният вид на 90-годишна керамична камина, дъбова ламперия и полилеи. Основният салон на партерния етаж носи името на семейството на Палавееви, в знак на уважение към историята на къщата.
Стълбищната част е превърната в изложбено пространство, където са поставени редица ценни творби от голямата арт колекция на Британски съвет.